# Amata mendax
Amata mendax är en fjärilsart som beskrevs av Hermann Stauder 1921. Amata mendax ingår i släktet Amata och familjen björnspinnare. Inga underarter finns listade i Catalogue of Life.